# 上原光徳
上原光徳（うえはら みつのり）は、愛媛県出身の経営者である。2005年bjリーグ（現B.LEAGUE）大阪エヴェッサを運営するヒューマンスポーツエンターテインメントの代表取締役に就任。リーグ初年度から3連覇を果たす。2010年5月には、スポーツによる大学改革のため芦屋大学入学戦略部長（入学事務室長兼任）、2016年12月学校法人芦屋学園理事・事務局長に就任(2017年8月退職)。2017年8月、プロバスケットボールリーグ(Bリーグ)1部西宮ストークス代表取締役に就任(2018年8月退任)。2018年11月、スポーツと教育をドメインにした事業展開のため株式会社立成社を設立、代表取締役に就任。

## プロフィール
1961年愛媛県生まれ。愛媛県立八幡浜高等学校から関西大学経済学部卒業。1984年に卒業後、双葉商事に入社し、1993年にヒューマンアカデミーに転職する。ヒューマングループの広告宣伝統括を経て、2005年ヒューマンホールディングス子会社のヒューマンスポーツエンタテイメント株式会社の代表取締役に就任。日本プロバスケットボールリーグ(bjリーグ)所属、大阪エヴェッサを立ち上げる。リーグ設立初年度から、天日ヘッドコーチとともに、3連覇、5年連続プレイオフ進出を果たす。2005年、スポーツによる大学改革のため学校法人芦屋学園芦屋大学に転職。関西独立リーグ兵庫ブルーサンダーズのプロ野球出身者による指導を受けれる日本初の教育提携や部活動ではない大学のクラブチーム(兵庫インパルス)でプロリーグに参画したりと新たなスポーツコンテンツに取り組んだ。2016年より特任教授としてスポーツマネジメントも担当。2016年12月学校法人芦屋学園理事・事務局長に就任(2017年8月退職)。2017年8月、プロバスケットボールリーグ(Bリーグ)1部西宮ストークス代表取締役に就任(2018年8月退任)。大阪エヴェッサで3連覇を共にした天日ヘッドコーチと共に昇格した1部リーグにチャレンジしたが、2017シーズン17位で終了、2部に降格した。2018年11月、スポーツと教育をドメインにした事業展開のため株式会社立成社を設立、代表取締役に就任。2021年10月にV.LEAGUE女子のヴィクトリーナ姫路に入社し、経営戦略アドバイザーと取締役副社長を歴任し、2023年5月より代表取締役社長。

## 大阪エヴェッサをbjリーグ参入を導いた功績
- 上原はbjリーグに当初参加予定であった大阪ディノティクスにかわり、大阪エヴェッサを創設させたことでも知られている。これは、ヒューマングループがバスケットボールカレッジを設立しようとしていた時、bjリーグのトライアウトに訪れた上原が関係者に誘われたのがきっかけである。このとき、運営費がJリーグの10分の1の運営費ですむことを知り、上原は日本での第3のプロリーグとして成功すると思ったという。
- しかし、現実は甘くなかった。スポンサー企業探しをしていると、｢見たことのないプロスポーツに何でお金を出せるんだ!｣や、｢バスケットにお金を出すなら卓球に出す!｣というように、上原は｢お金を払ってバスケットを見に行く習慣がない中で、ビジネスを成立させるのは難しい。｣と思ったという。この時期、監督選び、スタッフ集めなどが同時進行で進められ、開幕にようやく間に合ったという。
- 逆風の中、開幕を間近にしたなみはやドームでのプレシーズンマッチで、無料とはいえ、6000人の観衆を集めたのだが、開幕戦のチケットは全く売れなかった。そこで上原は、｢1枚でも多く売ろう!｣と必死になり、上原は開幕前夜もオフィスでチラシの袋詰めをしていたという。この努力の甲斐もあり、開幕戦には4190人の観衆を集めることに成功した。

## 人物
- 野球、サッカー、バスケットボール、アメリカンフットボール、ボウリングなど、スポーツ好きで知られている。

- 天日謙作ヘッドコーチとの出会いは、お付き合いのある高校の校長先生から紹介されたのがきっかけ。松下電器という大企業を退職してプロリーグのヘッドコーチになるという熱意に上原は｢この人だ!｣と思ったという。
- 中学時代はバスケットボール部に所属。